# سيكستو رودريغيز
سيكستو دياز رودريغيز (بالإنجليزية: Sixto Diaz Rodriguez)‏ المعروف باسم رودريغيز (من مواليد 10 يوليو 1942) مغني وكاتب أغاني أمريكي من ديترويت، ميشيغان. أثبتت حياته المهنية في البداية أنها لم تدم طويلًا في الولايات المتحدة، ولكن لم يكن معروفًا لرودريغيز، فقد أصبحت ألبوماته ناجحة للغاية ومؤثرة في جنوب إفريقيا، حيث يُعتقد أنه باع أكثر من إلفيس بريسلي. بسبب المعلومات النادرة حول رودريغيز، فقد ترددت شائعات خاطئة بأنه انتحر بعد وقت قصير من إطلاق ألبومه الأول.

## روابط خارجية
- سيكستو رودريغيز على موقع IMDb (الإنجليزية)
- سيكستو رودريغيز على موقع ميتاكريتيك (الإنجليزية)
- سيكستو رودريغيز على موقع روتن توميتوز (الإنجليزية)
- سيكستو رودريغيز على موقع ميوزك برينز (الإنجليزية)
- سيكستو رودريغيز على موقع رولينغ ستون (الإنجليزية)
- سيكستو رودريغيز على موقع رولينغ ستون (الإنجليزية)
- سيكستو رودريغيز على موقع أول موفي (الإنجليزية)
- سيكستو رودريغيز على موقع أول ميوزيك (الإنجليزية)
- سيكستو رودريغيز على موقع ديسكوغز (الإنجليزية)
- سيكستو رودريغيز على موقع ديسكوغز (الإنجليزية)